# Lachówiec
Lachówiec – wieś sołecka w Polsce położona w województwie mazowieckim, w powiecie płońskim, w gminie Baboszewo.
W latach 1975–1998 miejscowość administracyjnie należała do województwa ciechanowskiego.
Obok miejscowości przepływa rzeczka Raciążnica, która tutaj przyjmuje też swój dopływ o nazwie Rokitnica
Najstarsze informacje dotyczące obszarów Lachówca w rejonie rzeki Raciążnicy (w 1244 r. zwanej Szkwą)  związane są z posiadłością Dobisława dziedzica z Rzewina (herbu Prawdzic) sędzi płockiego, starosty, który  w 1415 roku kupuje część ziem w Grochowarsku (obecnie Kiełki). W 1435 roku majątkiem dysponują dzieci Dobislawa i Mikołaj Lach z Kinik dziedzic w Rzewinie. W 1475 roku majątek jest w posiadaniu Jana Lacha i Adama Wilkanowskiego, którzy dzielą go między sobą. Prawdopodobnie fakt ten jest źródłem nazwy Lachówiec (Lachowiec, Lachuwiec). W roku 1578 część obszaru Grochowarsk należąca do parafii Drozdowo była własnością Wilkanowskich, działy zaś szlachty zagrodowej (bez kmieci) obejmowały rejony Wnuki i Kiełki należące do parafii Baboszewo. Nazwę Lachowiec wymieniono w, gdzie czytamy: w skład dóbr (Rzewin przed 1874 r.) wchodziły wieś Rzewin, wieś Kiełki, wieś Lachowiec.